# Eryopidae
Los eriópidos (Eryopidae) son un grupo extinto de temnospóndilos que vivieron en el período Pérmico en lo que hoy es Norteamérica y Europa.

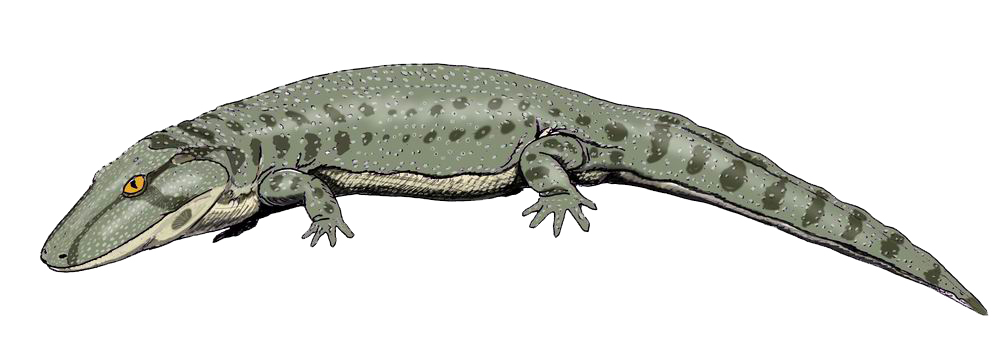
Onchiodon
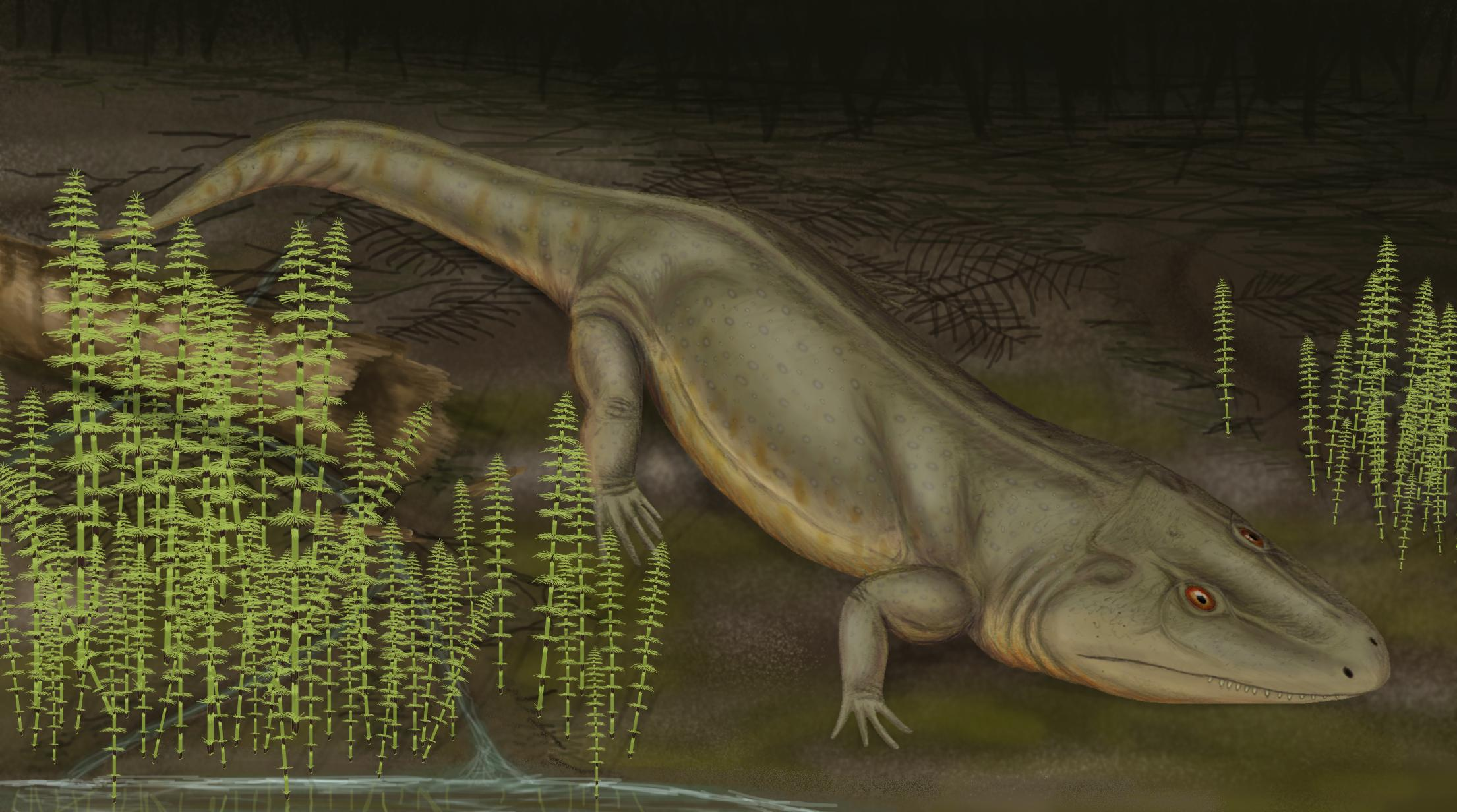
Cheliderpeton
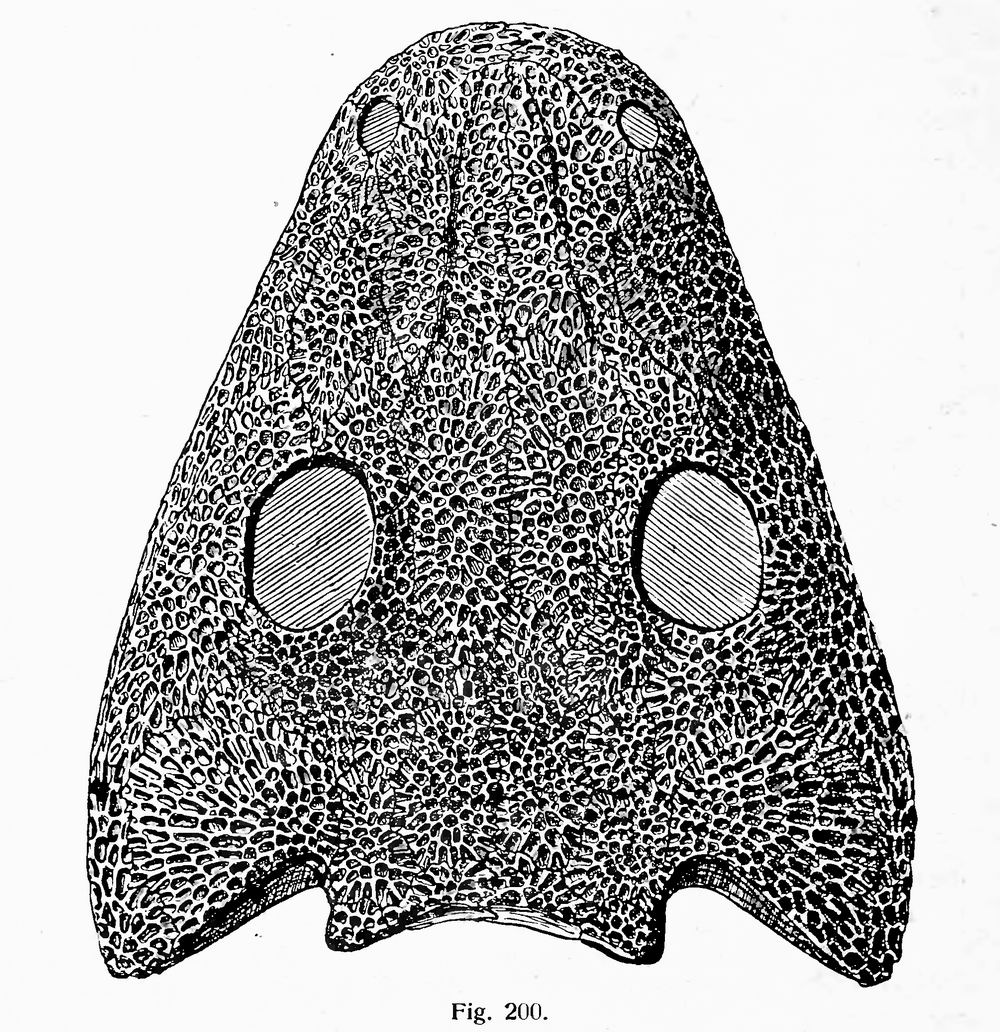
Cráneo de Cheliderpeton
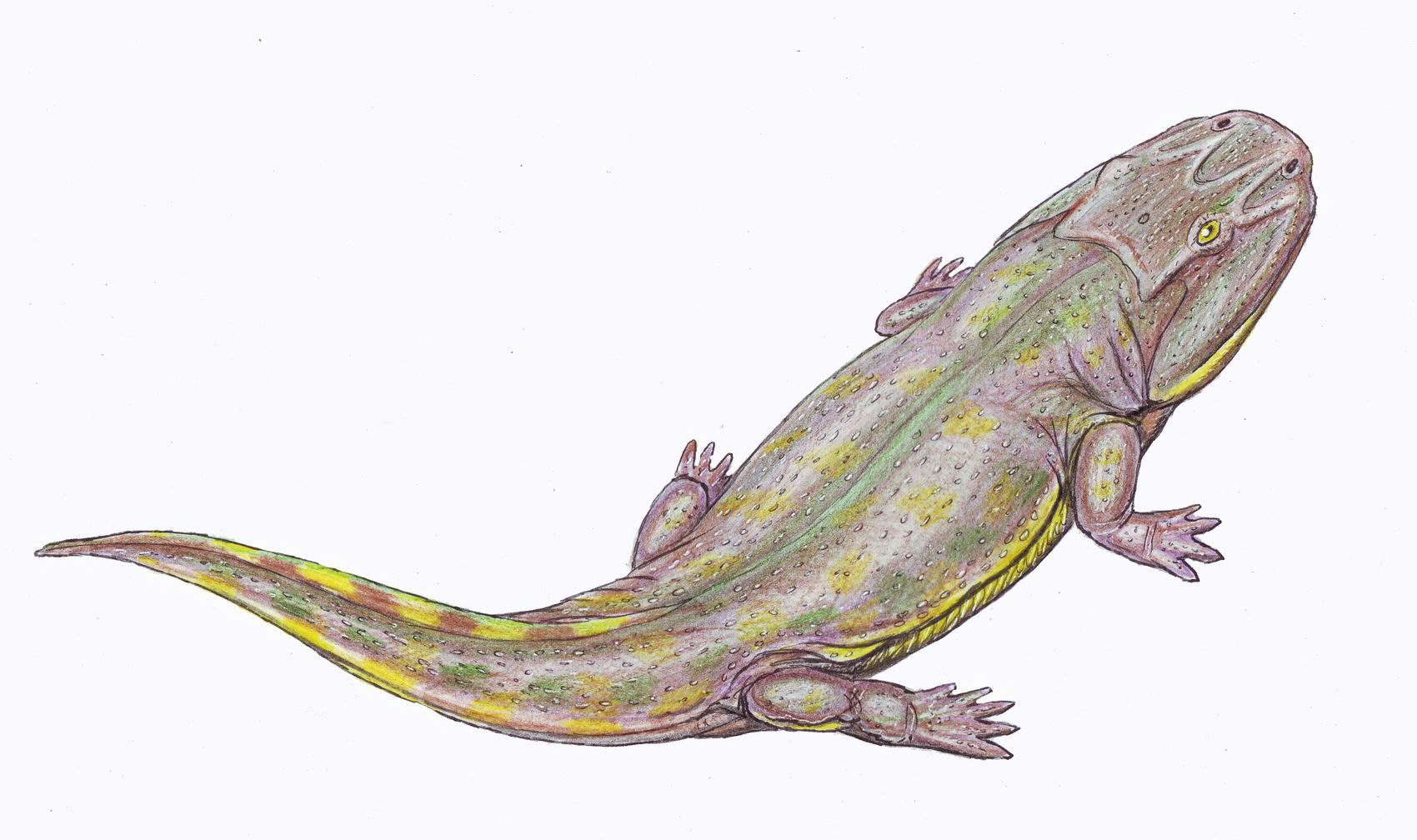
Clamorosaurus